# Copa Perú 1997
La Copa Perú 1997 fue la edición número 25 en la historia de la competición y se disputó entre los meses de febrero y diciembre. El torneo otorgó un cupo al torneo de Primera División y finalizó el 17 de diciembre tras disputarse un partido de desempate que consagró como campeón al Juan Aurich de Chiclayo. Con el título obtenido este club lograría el ascenso al Campeonato Descentralizado 1998.

## Intercambio de plazas
| Pos. | Descendido del Campeonato Descentralizado 1996 |
| ---- | ---------------------------------------------- |
| 13   | Aurich-Cañaña                                  |

| Pos. | Ascendido de la Copa Perú 1996 |
| ---- | ------------------------------ |
| 1    | José Gálvez                    |

## Etapa Regional

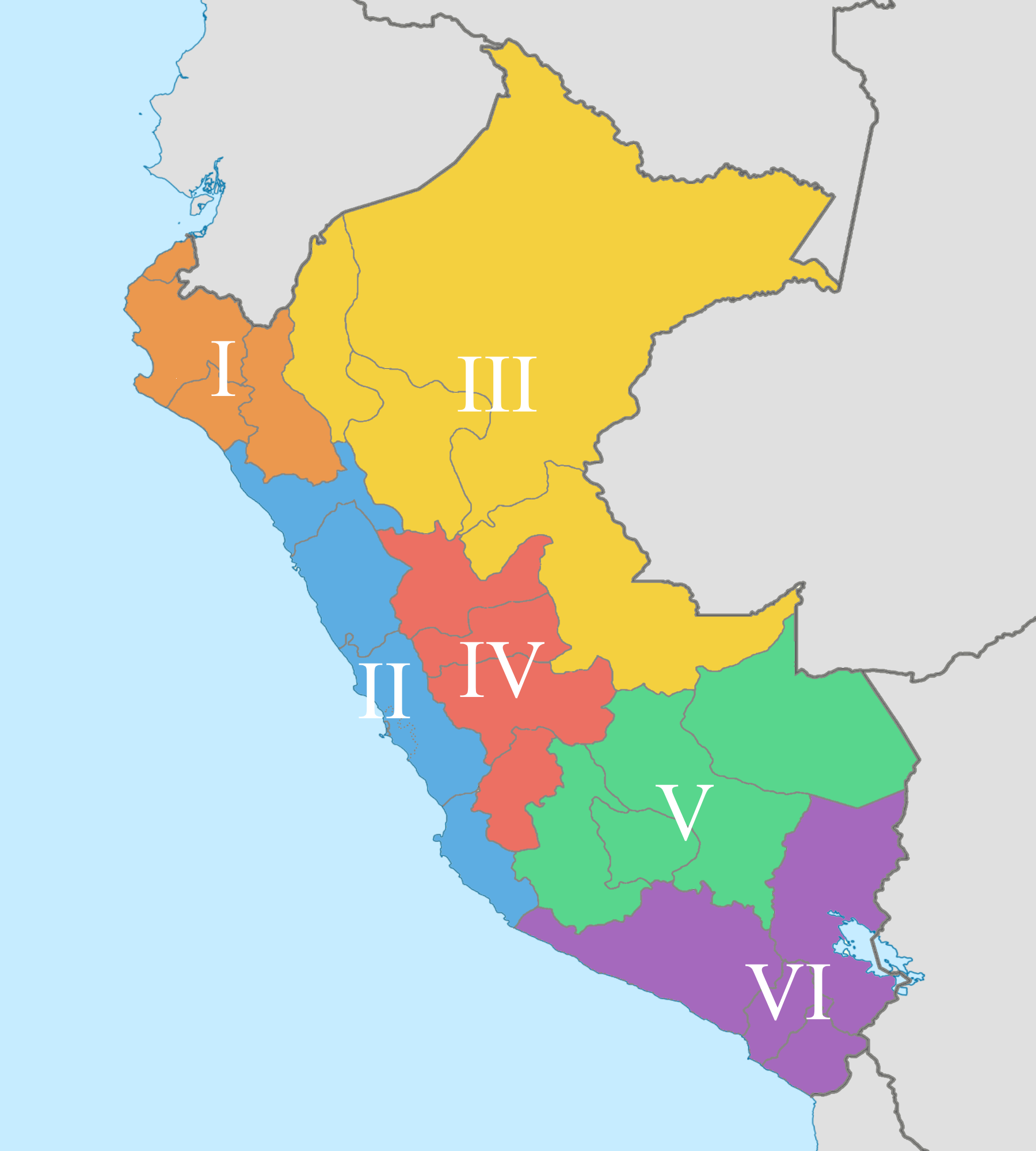
Mapa regional

A esta fase clasificaron los campeones de cada departamento del Perú y de la Provincia Constitucional del Callao. Los equipos fueron agrupados en seis regiones donde los campeones de cada una disputarían un hexagonal en Lima para definir al campeón.

### Región I
| Departamento | Club                             | Ciudad       |
| ------------ | -------------------------------- | ------------ |
| Cajamarca    | Universidad Técnica de Cajamarca | Cajamarca    |
| Lambayeque   | Juan Aurich                      | Chiclayo     |
| Piura        | Atlético Grau                    | Piura        |
| Tumbes       | Independiente                    | Aguas Verdes |

Clasificado: Juan Aurich.

### Región II
| Departamento | Club                    | Ciudad   |
| ------------ | ----------------------- | -------- |
| Áncash       | Unión Florida           | Chimbote |
| Callao       | Olímpico Bella Unión    | Callao   |
| Ica          | Estudiantes de Medicina | Ica      |
| La Libertad  | Deportivo UPAO          | Trujillo |
| Lima         | San José Manzanares     | Huacho   |

Clasificado: Deportivo UPAO.

### Región III
| Departamento | Club                        | Ciudad      |
| ------------ | --------------------------- | ----------- |
| Amazonas     | Deportivo Sachapuyos        | Chachapoyas |
| Loreto       | Colegio Nacional de Iquitos | Iquitos     |
| San Martín   | Power Maíz                  | Picota      |
| Ucayali      | San Martín de Porres        | Pucallpa    |

Clasificado: Colegio Nacional de Iquitos.

### Región IV
| Departamento | Club                                 | Ciudad         |
| ------------ | ------------------------------------ | -------------- |
| Huancavelica | Universidad Nacional de Huancavelica | Huancavelica   |
| Huánuco      | Unión Naranjillo                     | Tingo María    |
| Junín        | Cultural Hidro                       | La Oroya       |
| Pasco        | Sport Sausa                          | Cerro de Pasco |

Clasificado: Cultural Hidro.

### Región V
| Departamento  | Club              | Ciudad           |
| ------------- | ----------------- | ---------------- |
| Apurímac      | Los Chankas       | Andahuaylas      |
| Ayacucho      | Deportivo DASA    | Ayacucho         |
| Cusco         | Juventud Progreso | Cusco            |
| Madre de Dios | 30 de Agosto      | Puerto Maldonado |

Clasificado: Los Chankas.

### Región VI
| Departamento | Club              | Ciudad         |
| ------------ | ----------------- | -------------- |
| Arequipa     | Mariscal Castilla | Cerro Colorado |
| Moquegua     | Atlético Huracán  | Moquegua       |
| Puno         | Universitario     | Puno           |
| Tacna        | Coronel Bolognesi | Tacna          |

Clasificado: Universitario.

## Hexagonal Final
| Equipo                     | PJ | PG | PE | PP | GF | GC | DG  | Pts |
| -------------------------- | -- | -- | -- | -- | -- | -- | --- | --- |
| Juan Aurich                | 5  | 4  | 0  | 1  | 13 | 2  | +11 | 12  |
| Deportivo UPAO             | 5  | 4  | 0  | 1  | 14 | 4  | +10 | 12  |
| Cultural Hidro de La Oroya | 5  | 2  | 1  | 2  | 7  | 8  | -1  | 7   |
| Universitario de Puno      | 5  | 2  | 0  | 3  | 5  | 8  | -3  | 6   |
| Los Chankas de Andahuaylas | 5  | 1  | 2  | 2  | 2  | 5  | -3  | 5   |
| CNI                        | 5  | 0  | 1  | 4  | 5  | 19 | -14 | 1   |

|  | Campeón y asciende al Campeonato Descentralizado 1998 |

| \| Jor. \| Fecha \| Estadio \| Ciudad \| Local \| Score \| Visitante \| \| ---- \| ---------- \| -------- \| ------ \| -------------------------- \| ----- \| -------------------------- \| \| 1 \| 30-11-1997 \| Nacional \| Lima \| Juan Aurich \| 7 - 0 \| CNI \| \| 1 \| 30-11-1997 \| Nacional \| Lima \| Cultural Hidro de La Oroya \| 1 - 0 \| Universitario de Puno \| \| 1 \| 30-11-1997 \| Nacional \| Lima \| Deportivo UPAO \| 0 - 1 \| Los Chankas de Andahuaylas \| \| 2 \| 03-12-1997 \| Nacional \| Lima \| Los Chankas de Andahuaylas \| 1 - 1 \| CNI \| \| 2 \| 03-12-1997 \| Nacional \| Lima \| Deportivo UPAO \| 5 - 2 \| Cultural Hidro de La Oroya \| \| 2 \| 03-12-1997 \| Nacional \| Lima \| Juan Aurich \| 3 - 1 \| Universitario de Puno \| \| 3 \| 07-12-1997 \| Nacional \| Lima \| Universitario de Puno \| 2 - 1 \| CNI \| \| 3 \| 07-12-1997 \| Nacional \| Lima \| Cultural Hidro de La Oroya \| 0 - 0 \| Los Chankas de Andahuaylas \| \| 3 \| 07-12-1997 \| Nacional \| Lima \| Deportivo UPAO \| 1 - 0 \| Juan Aurich \| \| 4 \| 10-12-1997 \| Nacional \| Lima \| Deportivo UPAO \| 5 - 1 \| CNI \| \| 4 \| 10-12-1997 \| Nacional \| Lima \| Universitario de Puno \| 2 - 0 \| Los Chankas de Andahuaylas \| \| 4 \| 10-12-1997 \| Nacional \| Lima \| Juan Aurich \| 1 - 0 \| Cultural Hidro de La Oroya \| \| 5 \| 14-12-1997 \| Nacional \| Lima \| Cultural Hidro de La Oroya \| 4 - 2 \| CNI \| \| 5 \| 14-12-1997 \| Nacional \| Lima \| Juan Aurich \| 2 - 0 \| Los Chankas de Andahuaylas \| \| 5 \| 14-12-1997 \| Nacional \| Lima \| Deportivo UPAO \| 3 - 0 \| Universitario de Puno \| |            |          |        |                            |       |                            |
| Jor. | Fecha      | Estadio  | Ciudad | Local                      | Score | Visitante                  |
| 1 | 30-11-1997 | Nacional | Lima   | Juan Aurich                | 7 - 0 | CNI                        |
| 1 | 30-11-1997 | Nacional | Lima   | Cultural Hidro de La Oroya | 1 - 0 | Universitario de Puno      |
| 1 | 30-11-1997 | Nacional | Lima   | Deportivo UPAO             | 0 - 1 | Los Chankas de Andahuaylas |
| 2 | 03-12-1997 | Nacional | Lima   | Los Chankas de Andahuaylas | 1 - 1 | CNI                        |
| 2 | 03-12-1997 | Nacional | Lima   | Deportivo UPAO             | 5 - 2 | Cultural Hidro de La Oroya |
| 2 | 03-12-1997 | Nacional | Lima   | Juan Aurich                | 3 - 1 | Universitario de Puno      |
| 3 | 07-12-1997 | Nacional | Lima   | Universitario de Puno      | 2 - 1 | CNI                        |
| 3 | 07-12-1997 | Nacional | Lima   | Cultural Hidro de La Oroya | 0 - 0 | Los Chankas de Andahuaylas |
| 3 | 07-12-1997 | Nacional | Lima   | Deportivo UPAO             | 1 - 0 | Juan Aurich                |
| 4 | 10-12-1997 | Nacional | Lima   | Deportivo UPAO             | 5 - 1 | CNI                        |
| 4 | 10-12-1997 | Nacional | Lima   | Universitario de Puno      | 2 - 0 | Los Chankas de Andahuaylas |
| 4 | 10-12-1997 | Nacional | Lima   | Juan Aurich                | 1 - 0 | Cultural Hidro de La Oroya |
| 5 | 14-12-1997 | Nacional | Lima   | Cultural Hidro de La Oroya | 4 - 2 | CNI                        |
| 5 | 14-12-1997 | Nacional | Lima   | Juan Aurich                | 2 - 0 | Los Chankas de Andahuaylas |
| 5 | 14-12-1997 | Nacional | Lima   | Deportivo UPAO             | 3 - 0 | Universitario de Puno      |

Partido extra
|             | Resultado |                |
| ----------- | --------- | -------------- |
| Juan Aurich | 1 - 0     | Deportivo UPAO |

| \| Jor. \| Fecha \| Estadio \| Ciudad \| Local \| Score \| Visitante \| \| ---- \| ---------- \| -------- \| ------ \| -------------- \| ----- \| ----------- \| \| 1 \| 17-12-1997 \| Nacional \| Lima \| Deportivo UPAO \| 0 - 1 \| Juan Aurich \| |            |          |        |                |       |             |
| Jor. | Fecha      | Estadio  | Ciudad | Local          | Score | Visitante   |
| 1 | 17-12-1997 | Nacional | Lima   | Deportivo UPAO | 0 - 1 | Juan Aurich |

| Campeón                |
| Juan Aurich 1.º título |